# 007/サンダーボール作戦 (映画)
『007／サンダーボール作戦』（ゼロゼロセブン サンダーボールさくせん、原題: Thunderball）は1965年のアクションスパイ映画。映画「ジェームズ・ボンド」シリーズの第4作目にあたる。主演はショーン・コネリーで、架空のMI6エージェント、ジェームズ・ボンドを演じている。イアン・フレミングが1961年に発表した同名の小説を原作とし、監督はテレンス・ヤング、脚本はリチャード・メイボームとジョン・ホプキンスが務めた。
シリーズで初めて水中アクションを取り入れた作品。前作『ゴールドフィンガー』から一転、再びシリアス路線に戻った。『ゴールドフィンガー』の3倍の予算である900万ドルが費やされ、世界興行収入は1億4120万ドルと、1965年の映画で『サウンド・オブ・ミュージック』に次ぐ第2位を記録し、インフレーション率で修正した場合、シリーズで最高の興行収入となる。アカデミー賞では視覚効果賞を受賞した。また本作は、シリーズ初のパナビジョンサイズによって制作された作品でもある。

## ストーリー
原子爆弾2発を搭載したNATO空軍のヴァルカン爆撃機が訓練中に消息を絶ち、その後犯罪組織「スペクター」が奪った原爆と引き換えにNATOに対して一億ポンド相当のダイヤモンドを要求してきた。
英国秘密情報部は00要員全員に調査指令「サンダーボール作戦」を発令。ボンド（ショーン・コネリー）はバハマのナッソーへ飛び、そこで爆撃機に搭乗していたNATO空軍少佐の妹ドミノ（クローディーヌ・オージェ）に接近する。
ドミノの後見人エミリオ・ラルゴ（アドルフォ・チェリ）は、実はスペクターの幹部として爆撃機奪取を指揮した男だった。ボンドは命がけで核爆弾を捜索する。

## キャスト

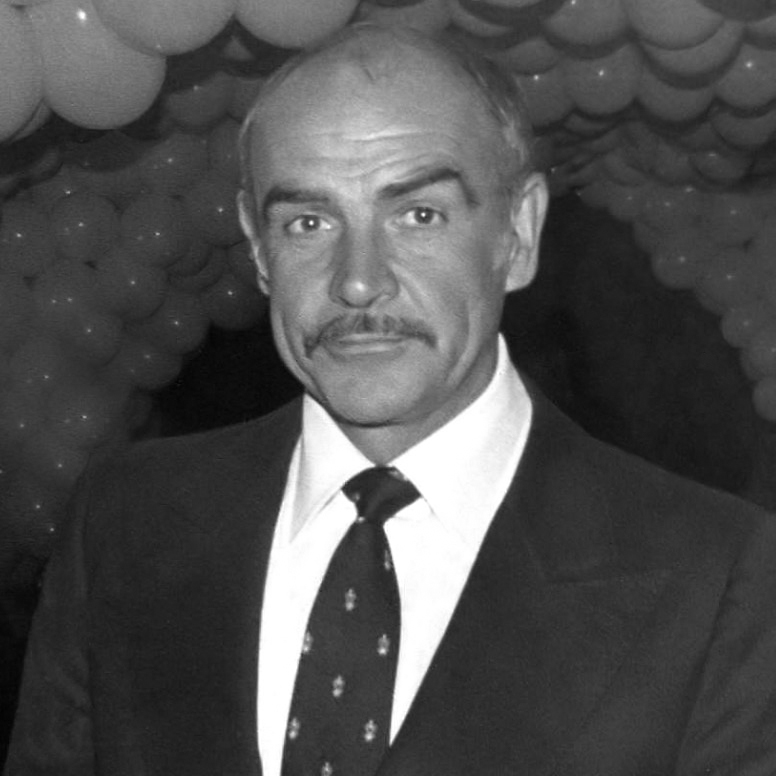
主人公のショーン

- ジェームズ・ボンド - ショーン・コネリー
- ドミノ（英語版） - クローディーヌ・オージェ
- エミリオ・ラルゴ（英語版）（SPECTRE's No.2） - アドルフォ・チェリ
- フィオナ・ヴォルペ（英語版）（SPECTRE's No.12） - ルチアナ・パルッツィ
- ヴァルガス - フィリップ・ロック
- リッペ伯爵 - ガイ・ドールマン（英語版）
- パトリシア - モーリー・ピータース（英語版）
- ブロフェルド（SPECTRE'No.1） - アンソニー・ドーソン
- フェリックス・ライター - リク・ヴァン・ヌッター（英語版）
- ポーラ・キャプラン - マルティーヌ・ベズウィック
- ダーヴァル少佐/アンジェロ - ポール・スタシーノ
- クーツ博士 - ジョージ・プラウダ
- ピンダー - アール・キャメロン
- 内務大臣 - ローランド・カルヴァー
- M - バーナード・リー
- Q - デスモンド・リュウェリン
- マネーペニー - ロイス・マクスウェル
- SPECTRE'No.7 - フィリップ・ストーン
- ブヴァール大佐/スタント - ボブ・シモンズ

### ボンドガール
ボンドガールにはフランス、パリ生まれのクローディーヌ・オージェが抜擢された。
彼女がナッソーで休暇中に、作家・プロデューサーのケビン・マクロリーは彼女を見て、彼の映画「007 サンダーボール作戦」（1965年）のオーディションを受けることを勧めた。ドミノの役割は、もともとはイタリア人女性のドミネッタ・ペタッキが演じる予定だった。プロデューサーはオージェの美しさに非常に感銘を受け、オージェのキャラクターにに合うようにフランスの女性の役柄に脚本を書き直させた。彼女は英語を完璧にするためにレッスンを受けたが、彼女の声は最終的にニッキー・ファンデルジルによって吹き替えられた。

## 日本語吹替
| 役名                         | 俳優                       | 日本語吹替                                    | 日本語吹替                               |
| 役名                         | 俳優                       | TBS版                                         | ソフト版                                 |
| ---------------------------- | -------------------------- | --------------------------------------------- | ---------------------------------------- |
| ジェームズ・ボンド           | ショーン・コネリー         | 若山弦蔵                                      | 若山弦蔵                                 |
| ドミノ                       | クローディーヌ・オージェ   | 宗形智子                                      | 佐藤あかり                               |
| エミリオ・ラルゴ             | アドルフォ・チェリ         | 島宇志夫                                      | 水野龍司                                 |
| フェリックス・ライター       | リク・ヴァン・ヌッター     | 池田勝                                        | 咲野俊介                                 |
| M                            | バーナード・リー           | 今西正男                                      | 藤本譲                                   |
| マネーペニー                 | ロイス・マクスウェル       | 花形恵子                                      | 泉裕子                                   |
| Q                            | デスモンド・リュウェリン   | 田中康郎                                      | 白熊寛嗣                                 |
| フィオナ                     | ルチアナ・パルッツィ       | 小谷野美智子                                  |                                          |
| ポーラ                       | マルティーヌ・ベズウィック | 鈴木希久代                                    |                                          |
| クッツ博士                   | ジョージ・ブラヴダ         | 飯塚昭三                                      |                                          |
| ブロフェルド                 | アンソニー・ドーソン       | 早川雄三                                      | 稲垣隆史                                 |
| バルガス                     | フィリップ・ロック         | 若本規夫                                      | 中多和宏                                 |
| ピンダー                     | アール・キャメロン         | 平林尚三                                      |                                          |
| クイスト                     | ビル・カミングス           | 村松康雄                                      |                                          |
| リッペ伯爵                   | ガイ・ドールマン           | 緑川稔                                        | 白熊寛嗣                                 |
| パトリシア                   | モリー・ピータース         | 尾崎桂子                                      | 田村聖子                                 |
| 内務大臣                     | ローランド・カルヴァー     | 緑川稔                                        | 小形満                                   |
| No.5                         | フィリップ・ストーン       | 松岡武司                                      |                                          |
| No.7                         | セシル・チェン             | 笹岡繁蔵                                      |                                          |
| マダム・ラポルテ             | ミツコ                     | 柾久美子                                      |                                          |
| ディスコ・ヴォランテ号乗組員 | ジョージ・リーチ           | 鈴置洋孝                                      |                                          |
| 不明 その他                  |                            |                                               | 髙階俊嗣 近藤広務 奈良徹 北沢力 高宮武郎 |
| 演出                         | 演出                       | 佐藤敏夫                                      | 伊達康将                                 |
| 翻訳                         | 翻訳                       | 木原たけし                                    | 平田勝茂                                 |
| 効果                         | 効果                       | 遠藤堯雄                                      |                                          |
| 調整                         | 調整                       | 前田仁信                                      | 高久孝雄                                 |
| 制作                         | 制作                       | 東北新社                                      | 東北新社                                 |
| 解説                         | 解説                       | 荻昌弘                                        |                                          |
| 初回放送                     | 初回放送                   | 1977年4月4日 『月曜ロードショー』 21:02-23:25 | 2006年11月22日発売 DVDに収録             |

## スタッフ
- 原作 - イアン・フレミング
- 監督 - テレンス・ヤング
- オリジナル・シナリオ - イアン・フレミング、ケビン・マクローリー、ジャック・ウィッティンガム
- オリジナル脚本 - ジャック・ウィッティンガム
- 脚本 - リチャード・メイボーム、ジョン・ホプキンス
- 撮影監督 - テッド・ムーア
- フィルム監修 - ピーター・ハント
- 編集 - アーニスト・ホスラー
- プロダクション・デザイン - ケン・アダム
- 美術監督 - ピーター・マートン
- 特殊効果 - ジョン・ステアズ
- 音楽 ‐ ジョン・バリー
- 主題歌 - トム・ジョーンズ
- メインタイトル・デザイン - モーリス・ビンダー
- 制作担当 - デヴィッド・ミドルマス
- プロデューサー ‐ ケビン・マクローリー
- 製作総指揮 ‐ハリー・サルツマン（提供でクレジット）、アルバート・R・ブロッコリ（提供でクレジット）
- 製作 - イーオン・プロダクションズ、ユナイテッド・アーティスツ、ダンジャック
- 日本語字幕 - 保田道子

## 主題歌
- 主題歌には当初“Mr. Kiss-Kiss Bang-Bang”という曲が用意されており、シャーリー・バッシーでこれを録音までしていた（後に同じ曲をディオンヌ・ワーウィックであらためて録音している）。ところが公開日が近づくにつれプロデューサーが「曲名が映画のタイトルと異なり、歌詞で映画のタイトルを一言も言わず、しかもボンドの色男ぶりが女性の視点から語られる」という歌に不安を抱くようになり、急遽“Thunderball”を書かせてこれと差し替え、“Mr. Kiss-Kiss Bang-Bang”の方はインストゥルメンタルとして劇中に挿入した。
- このため本映画はサウンドトラックの編集が間に合わず、公開当初は全編のほぼ半分が12トラックのうち7トラックのみを使った暫定版を使用していた。
- 新主題歌の“Thunderball”は大至急で作詞作曲されて録音されたため、トム・ジョーンズの本来の声域より高いキーで書かれていた。ぶっつけ本番に近いスタジオ録音で、ラストの長いハイノートを得意の大音声で歌いきったジョーンズは、頭に血が上ってその場に卒倒してしまった。本人も認めている有名なエピソードである。
- イギリスの「ミュージック・ウィーク」誌では、最高位35位、アメリカの「ビルボード」誌では、最高位25位を獲得している。また、同サウンドトラック・アルバムは、「ビルボード」誌のアルバム・チャートで、最高位10位を獲得している。
- なお“Mr. Kiss-Kiss Bang-Bang”の方は、シャーリー・バッシー版、ディオンヌ・ワーウィック版ともに、二枚組の「ジェームズ・ボンド 30周年記念アルバム」のなかにお宝トラックとして収録されている。
- また、主題歌候補としてジョニー・キャッシュが「サンダーボール作戦」を歌っているが選考で敗れた[6]。
- 公開時は主題歌のインストゥルメンタルがエンディングに流されたが、現在発売中の映像ソフトではジェームズ・ボンドのテーマに差し替えられている。

## 公開
1965年12月9日に東京の日比谷映画劇場で初公開され、12月29日にイギリスで公開された。興行的には記録的な収益を上げ、大成功を収めた。アメリカでは6,360万ドル（約5,810万人分）の興行収入を記録し、『サウンド・オブ・ミュージック』『ドクトル・ジバゴ』に次ぐ1965年第3位の興行収入を記録した。全世界での興行収入は1億4120万ドルに達した。
日本では、当時としては珍しい全世界一斉公開と喧伝されて1965年12月11日から、東京はまず日比谷映画劇場でスタートし、13日後の12月24日から丸の内東宝・新宿劇場・渋谷文化・池袋劇場の都内5館の東宝洋画系でロードショー公開され、配給収入が10億1857万円となった。これで1966年最高のヒット作となり、日本映画も含めた興行収入で圧倒的な1位を記録した。

## 著作権問題
原作と製作にクレジットされているケヴィン・マクローリー、および原作脚本、原作にクレジットされているジャック・ウィッティンガムは『サンダーボール作戦』の共同執筆者である。2人はフレミングの映画化権売却は不当であったとして訴訟を起こした。1963年に和解し、マクローリーが映画化権を手にし、ワーナー・ブラザースで製作することを目論むが、ボンド映画のブランドを損ねることを危惧したイーオン・プロダクションズ（イオン・プロ）が、ユナイテッド・アーティスツ（ユナイト）を通じてマクローリーと交渉。合作として製作にクレジットすることを条件に映画化に合意した（本作の他にも「007 カジノ・ロワイヤル」の映画化権を所有していたチャールズ・K・フェルドマンとも合作交渉を行ったが、合意にいたらなかった）。映画シリーズが制作されるとき、この作品が第1作になるはずだったが、制作費の問題やこの著作権訴訟問題の関係でユナイト側との検討の結果、『ドクター・ノオ』が第1作になった。
しかし『サンダーボール作戦』に登場する組織スペクターとその首領ブロフェルドがその後の無関係な映画に登場したため、マクローリーは小説『サンダーボール作戦』の著作権同様、その作中に登場するスペクターとブロフェルドの権利も自分にあるとして映画製作者を訴えた。この訴訟が原因で、『007 ダイヤモンドは永遠に』を最後にスペクターもブロフェルドも登場しなくなった。
2020年現在、イオン・プロのシリーズでプロデューサーとしてブロッコリ一族がクレジットされていない唯一の作品。また『ネバーセイ・ネバーアゲイン』は、『サンダーボール作戦』の映画化権を持つマクローリーがハリー・サルツマンおよびアルバート・R・ブロッコリらとは別に製作した作品である。
2006年、マクローリーの死去に伴い、彼の遺族とダンジャック（イオン・プロの親会社）は和解交渉を行い、現在、マクローリーの遺産はダンジャックの管理下に入っている。これにより、約半世紀に及んだフレミング、イオン・プロ対マクローリーの訴訟合戦は完全終結し、以後のシリーズにスペクター及び、ブロフェルドの再登場の可能性がもたらされた。2013年に、メトロ・ゴールドウィン・メイヤー（ユナイトを買収）とダンジャックは、マクローリーの遺族からスペクターとそれに関連する登場人物を映画に出す権利を購入したと発表、2015年の『007 スペクター』にて、再びスペクターとブロフェルドが登場した。

## その他のメディア
小学館『ボーイズライフ』1965年9月号から1966年3月号に連載。作画：さいとう・たかを。2015年に小学館より復刻版刊行。